# Convenzione sul commercio internazionale delle specie minacciate di estinzione
La convenzione sul commercio internazionale delle specie minacciate di estinzione, o C.I.T.E.S., dall'inglese Convention on International Trade of Endangered Species, è una convenzione internazionale firmata a Washington nel 1973. Ha lo scopo di regolamentare il commercio internazionale di fauna e flora selvatiche in pericolo di estinzione. Riguarda il commercio di esemplari vivi o morti, o solo parti di organismi o prodotti da essi derivati, mirando a impedire lo sfruttamento commerciale delle specie in pericolo (prima causa di estinzione, seguita dalla distruzione dell'habitat).
La C.I.T.E.S. è parte delle attività ONU per l'ambiente (UNEP), e la sua attuazione è a carico dei singoli Stati partecipanti. Attualmente hanno aderito alla convenzione tutti i membri dell'ONU, ad eccezione di Corea del Nord, Haiti, Kiribati, Micronesia, Isole Marshall, Nauru, Sudan del Sud, Timor Est, Tonga e Tuvalu. Il numero totale degli Stati aderenti è 184; l'ultimo è stato il Turkmenistan, che ha firmato il trattato nel novembre del 2024.

## Le specie protette
Gli elenchi ufficiali delle specie protette dalla convenzione (formalmente chiamate specimen) sono periodicamente aggiornati. La convenzione distingue tre categorie di specie:
1. Specie protette in senso stretto (ogni commercio è proibito; l'uso può essere concesso solo in circostanze eccezionali).
2. Specie soggette a controllo (il commercio deve essere compatibile con la loro sopravvivenza ed è soggetto ad autorizzazione tramite certificato C.I.T.E.S.).
3. Specie soggette a controllo da parte di singoli paesi membri (tipicamente per nazioni che cercano di proteggere particolari specie endemiche).

La convenzione, in generale, non esclude che gli stati membri possano mettere in atto misure di controllo e divieti ancora più restrittivi di quelli stipulati dalla convenzione stessa.

## Applicazione

### In Europa
La Convenzione di Washington del 1975 è stata recepita nell'ordinamento comunitario dal regolamento (CEE) n. 3626/82, poi modificato dal  Reg. (CE) N. 338/97 del Consiglio del 9 dicembre 1996 che ha fornito un elenco di circa 30.000 specie protette di cui 25.000 animali, aumentate a 35.000 dal  Regolamento (CE) N. 407/2009.

### In Italia
In Italia, la convenzione è in vigore dal 1980. Con legge n.150 del 7 febbraio 1992, la sua applicazione è a carico dei ministeri dell'ambiente, delle finanze, del commercio con l'estero e dell'agricoltura e foreste. 
La "Commissione Scientifica per l'attuazione della CITES" è istituita presso il Ministero dell'ambiente e della tutela del territorio e del mare, è presieduta dal ministro o da un suo delegato ed è composta da diciotto membri nominati con decreto ministeriale.

### CITES
Operativamente la gestione è svolta dal servizio CITES. Inizialmente faceva parte del Corpo forestale dello Stato ed era dotato di un centro di coordinamento (a Roma) e 40 uffici periferici. Il centro di coordinamento controllava l'attività degli uffici locali (eventualmente emanando direttive) e manteneva i rapporti con enti e organismi internazionali. Gli uffici periferici erano suddivisi in 24 Servizi Cites Territoriali (SCT) e 16 Nuclei Operativi Cites (NOC). I primi si occupavano di rilascio certificati, accertamento infrazioni e controllo territoriale; i secondi, operativi presso le dogane, eseguivano verifiche merceologiche, controlli documentali e verifica delle movimentazioni commerciali.
Dal 1º gennaio 2017, con l'assorbimento del Corpo forestale dello Stato nell'Arma dei Carabinieri, il servizio CITES è passato al Comando unità forestali, ambientali e agroalimentari. L'attività sul territorio è affidata ai 35 Nuclei Carabinieri CITES e 11 Distaccamenti, mentre al Corpo della Guardia di Finanza è delegato il controllo doganale sugli esemplari di flora e fauna sottoposti a tutela dalla Convenzione di Washington e dalla normativa attuativa nazionale e comunitaria.